# Gösta Lovén
Gustaf (Gösta) Haakon Christian Lovén, född 28 november 1917 i Stockholm, död 1992, var en svensk målare.
Han var son till majoren Carl Johan Axel Lovén och Lucie Lovén och gift 1946-1948 med Cecilie Aall. Lovén studerade vid Otte Skölds målarskola i Stockholm 1934-1937 och vid Statens Kunstakademi i Oslo 1937-1940 samt under studieresor till Tunis, Italien, Frankrike och långvariga uppehåll i Norge. Han tilldelades svensk-norska samarbetsfondens stipendium 1954 för studier i Norge. Separat ställde han bland annat ut i Västerås och han medverkade i samlingsutställningar med Sveriges allmänna konstförening. Bland hans offentliga arbeten märks utsmyckningar för Rygge kapell i Norge. Hans konst består av porträtt, stadsbilder och landskap från Norge, Frankrike och Tunis utförda i olja eller akvarell. På 1980-talet var han känd för sina målningar av norska stavkyrkor.
Gösta Lovén var från 1955 omgift med folkhögskolläraren Kari Lovén (1925-2011), född i Norge och tidigare verksam i både England och Italien. Under många år var makarna bosatta vid Ramsjölid utanför Katrineholm. Tillsammans har de två barn: konstvetaren Christian Lovén, som doktorerat på medeltida borgar, samt science fiction-experten och docenten i litteraturvetenskap Svante Lovén.